# Kehre zurück! Alles vergeben! (1929)
Kehre zurück! Alles vergeben! ist ein deutsches Stummfilmlustspiel aus dem Jahre 1929 von Erich Schönfelder mit Dina Gralla in der Hauptrolle.

## Handlung
Die dynamische Gina Tieck ist eine lebensfrohe, sportliche, junge Frau, die reichlich Flausen im Kopf hat und ständig unter Strom zu stehen scheint. Sie macht gern Grimassen und rollt auch mal mit dem Rhönrad vor die Haustür vor. Besonders aufs Korn genommen hat sie ihren dicklichen und reichlich verfressenen Vetter Teddy aus den Niederlanden, den sie bevorzugt mit Fratzenschneiden verspottet. Eines Tages reicht es ihrem altehrwürdigen Vater, dem Kommerzienrat Tieck. Der verlangt von ihr nicht weniger, als ausgerechnet den unansehnlichen Cousin zu heiraten. Alles, nur das nicht, denkt sich Gina, die in jeder Hinsicht das Gegenteil von Teddy ist, und rückt daraufhin von daheim aus.
Damit beginnt eine von zahlreichen Ereignissen, Unglücken und Missgeschicken begleitete Odyssee. Erst gerät Gina an die beiden Kleinganoven Ham & Eggs, die sie bis aufs Hemd ausziehen und ausrauben. Dann lernt sie, quasi als Retter in der Not, den charmanten und gutaussehenden Rolf Irrwisch kennen, der sie auf seinem Motorrad mitnimmt. Durch die Umstände werden beide für ein jungvermähltes Ehepaar gehalten und als vermeintliche Ärzte dazu genötigt, auf dem Dorf auch noch Patienten versorgen. Bald aber erreicht Gina eine Nachricht von daheim in der es, dem Titel entsprechend, heißt: Kehre zurück! Alles vergeben! Sie folgt dem Aufruf und bringt einen passenden Ehemann gleich mit.

## Produktionsnotizen
Gedreht überwiegend im Juni sowie zuletzt auch im August 1929 im Atelier von Berlin-Staaken sowie mit Außenaufnahmen im Berliner Lunapark, passierte Kehre zurück! Alles vergeben! die Zensur am 29. August desselben Jahres und wurde am 6. September 1929 in Berlins Marmorhaus uraufgeführt. Die Länge des mit Jugendverbot belegten Siebenakters betrug 2183 Meter. 
Die Produktionsleitung übernahm Martin Pichert, die Aufnahmeleitung Gustav Renz.
Die Filmbauten gestalteten Heinrich C. Richter und Wilhelm Depenau.
Eine Reverenz an den sich soeben weltweit durchsetzenden Tonfilm gab die in einer Szene schwarz geschminkte Dina Gralla mit einer Parodie von Al Jolson (Der Jazzsänger).

## Kritiken
Die Kritik bemängelte allgemein vor allem das platte Humorverständnis deutscher Filmautoren. Nachfolgend drei Beispiele:
Die Vossische Zeitung verlautete: „Dina Gralla spielt wieder einmal Fräulein Übermut, und wir lachen einen fröhlichen Filmabend hindurch über sie und die lustigen Einfälle der Manuskriptverfasser Viktor Abel und Karl Ritter, die Erich Schönfelders Regie flott zum guten Ende bringt. Dabei sei gleich bemerkt, daß das Ende etwas abfällt und daß die Szenen im Abnormitätenkabinett mehr drastisch als komisch sind. (…) … der Film eine höchst lustige Angelegenheit.“
Leo Hirsch vom Berliner Tageblatt kritisierte ebenfalls den vor allem auf Äußerlichkeiten basierenden Humor und schrieb: „Diese stumme Posse findet ein lautes Echo. Man hört auf eine gemeine Art lachen, so zwischen Brüllen und Glucksen. Die Lacher können nichts dafür, daß der Film auf diese Art lustig ist. Aber ist diese Art lustig? (…) Bei Buster Keaton … ist der Schritt vom Lächerlichen zum Erhabenen immer beinahe getan. Hier ist der Schritt vom Lächerlichen zum Erbärmlichen immer unwiderruflich getan. (…) Ein Volksstück also, wenn man das Volk so niedrig einschätzt, wie es unseren Filmleuten bequeme Gewohnheit ist. (…) Das Manuskript ist technisch glatt und frisch, die Regie lebendig. Dina Gralla … kann entzückend häßlich sein.“
Der Rezensent der Deutschen Allgemeinen Zeitung stieß ins gleiche Horn und verurteilte die Plattheit des gezeigten Humorverständnisses: „Alles vergebens! Es ist noch kein Humor, wenn sich jemand die Hinterfront ansengt, zu große Stiefel trägt oder das Gesicht mit Ruß beschmiert. (…) Die Milde heischende Selbstironie der beiden Dichterfürsten V. Abel und K. Ritter, von denen das Manuskript kommt, läßt schon eingangs des Filmes Trübes ahnen. (…) Dina Gralla … wirklich komisch in der kurzen Persiflage des Tonfilm-Heros Jolson, hier allerdings sehr gut. … Robin Irvine … völlig farblos. (…) Die Regie Erich Schönfelders lief in gewohnten Geleisen, offenbar besorgt, daß der Ablauf der Handlung durch originelle Einfälle nicht gestört werde.“